# Internazionali di Tennis di Baviera 2004
Gli Internazionali di Tennis di Baviera 2004 sono stati un torneo di tennis giocato sulla terra rossa. È stata la 89ª edizione del torneo, facente parte della categoria International Series nell'ambito dell'ATP Tour 2004. Si è giocato a Monaco di Baviera in Germania, dal 26 aprile al 3 maggio.

## Campioni

### Singolare
Nikolaj Davydenko ha battuto in finale  Martin Verkerk per 6-4, 7-5.

### Doppio
James Blake /  Mark Merklein hanno battuto in finale  Julian Knowle /  Nenad Zimonjić per 6-2, 6-4.